# 사축 씨는 꼬마 유령에게 치유받고 싶어.
《사축 씨는 꼬마 유령에게 치유받고 싶어.》(일본어: 社畜さんは幼女幽霊に癒されたい。)는 아리타 이마리가 지은 일본의 만화이다. 《월간 소년 간간》(스퀘어 에닉스)에서 2019년 9월호부터 연재하고 있다. 단행본은 2022년 4월 기준으로 7권까지 나왔으며, 대한민국에서는 소미미디어에서 출간하고 있다. 애니메이션은 AT-X 등에서 2022년 4월 7일부터 6월 23일까지 방영되었다.